# Pasta frolla
La pasta frolla è un impasto di farina, generalmente con un fattore di panificabilità piuttosto basso, e altri ingredienti quali il sale, lo zucchero, il burro e le uova. A questi vengono aggiunti aromi come vaniglia, vanillina o la buccia di un agrume. La ricetta della pasta frolla non prevede l'utilizzo di polvere lievitante.

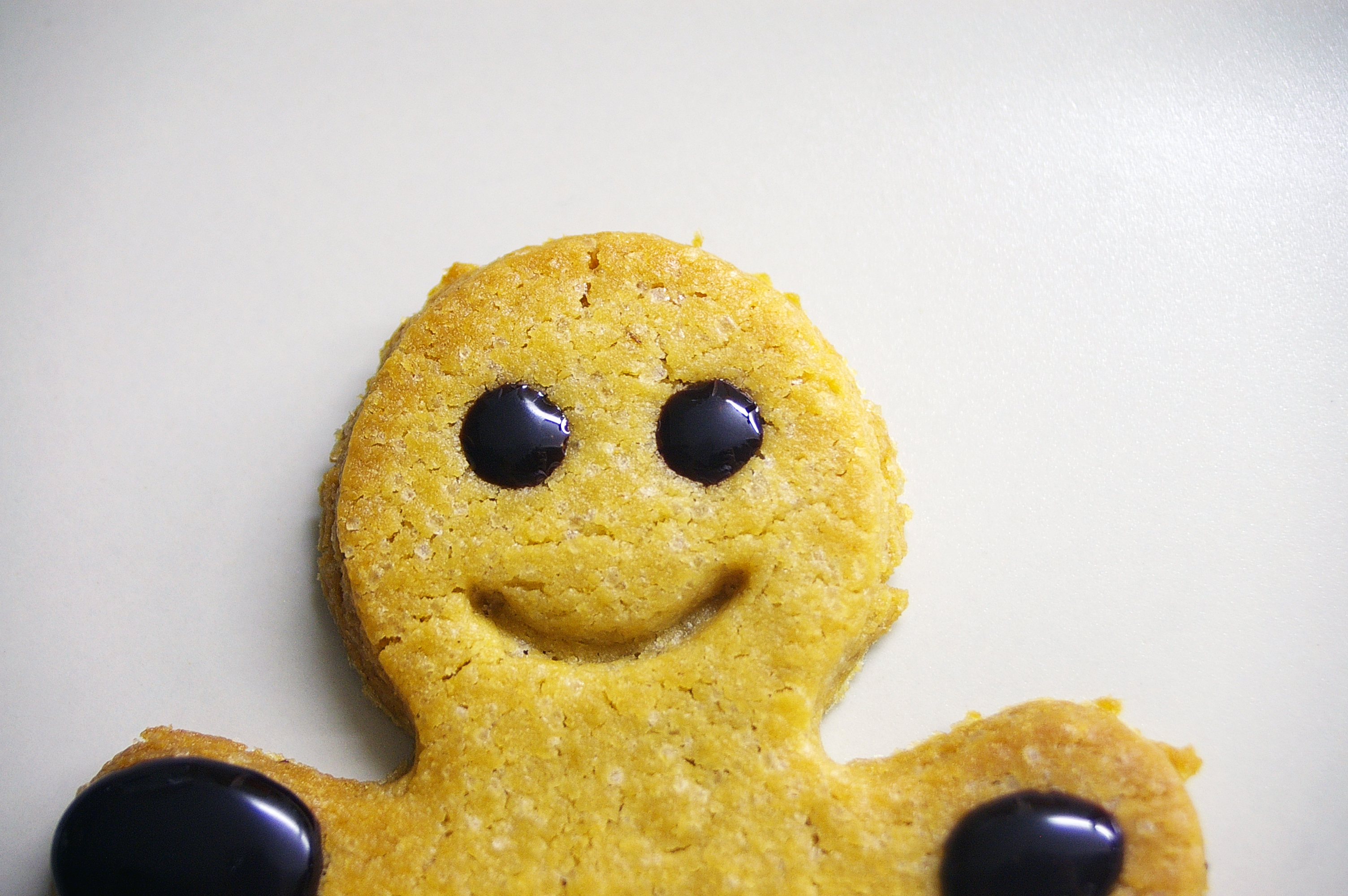
Biscotto di pasta frolla

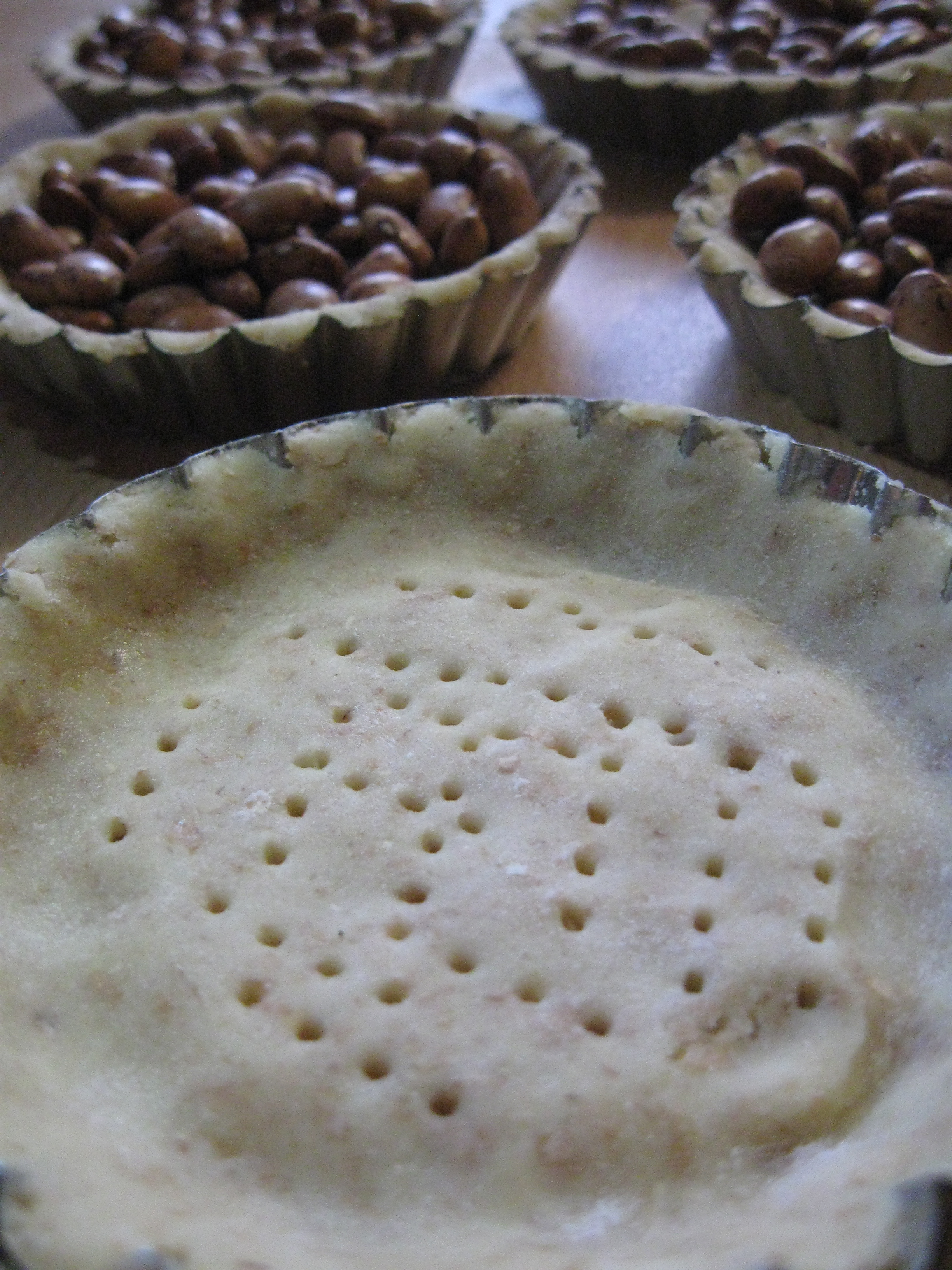
Base di pasta frolla prima di essere infornata

## Preparazione
L'impasto è lavorato fino ad assumere una consistenza piuttosto compatta che può variare a seconda della ricetta e della quantità degli ingredienti che saranno aggiunti e dell'uso che se ne farà. L'impasto dolce è utilizzato per produrre torte, dolci, biscotti e molte varietà di pasticcini da cuocere in forno. Dopo la cottura assume un aspetto piuttosto friabile perché nell'impasto non figurano gli albumi d'uovo.
L'ingrediente più importante è il burro, ma questo può essere sostituito con altri grassi come la margarina o l'olio. La stessa funzione può svolgere la ricotta. Il burro deve essere a temperatura ambiente in modo tale da essere facilmente lavorabile. Importante è evitare il surriscaldamento del burro poiché l'impasto risulterebbe elastico come nel caso di grassi liquidi. La percentuale di burro è variabile, in genere circa la metà del peso della farina, ragion per cui la pasta frolla è molto calorica (400 kcal circa per 100 g).
Di paste frolle ne esistono di diversi tipi e per diversi utilizzi: pasta frolla per biscotti, per crostate e frolla montata usata per realizzare biscotti e prodotti di piccola pasticceria che risulteranno estremamente friabili e di consistenza tendente al cremoso, data la quantità di burro impiegata. Un tipo particolare è la frolla ovis mollis, ovvero frolla in cui si utilizzano tuorli d'uovo sodi e setacciati; con questa frolla si ottengono biscotti e pasticcini friabilissimi, quasi farinosi, un risultato da fine pasticceria.